# Tiora devanica
Tiora devanica är en fjärilsart som beskrevs av Moore 1874. Tiora devanica ingår i släktet Tiora och familjen juvelvingar. Inga underarter finns listade i Catalogue of Life.

## Bildgalleri

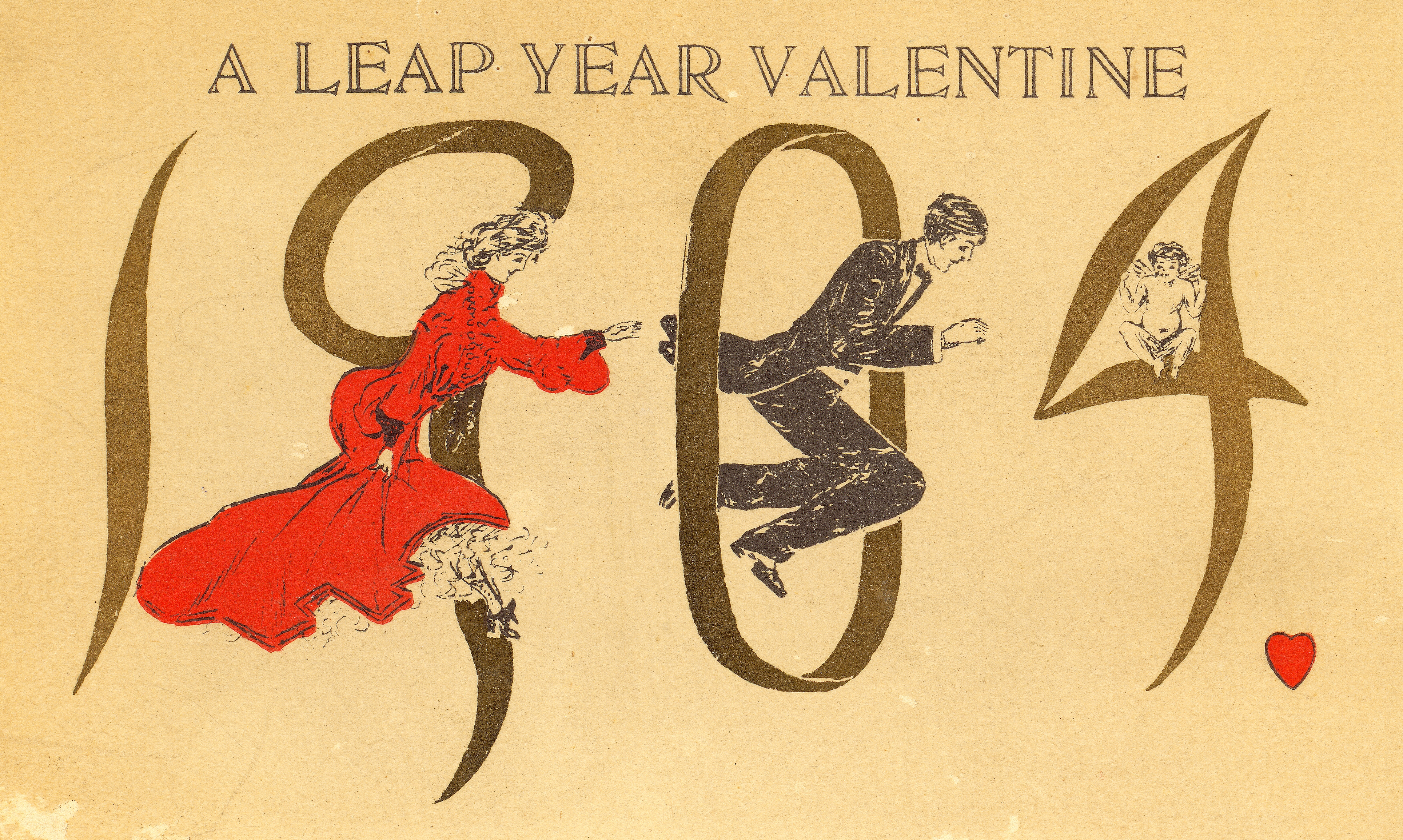
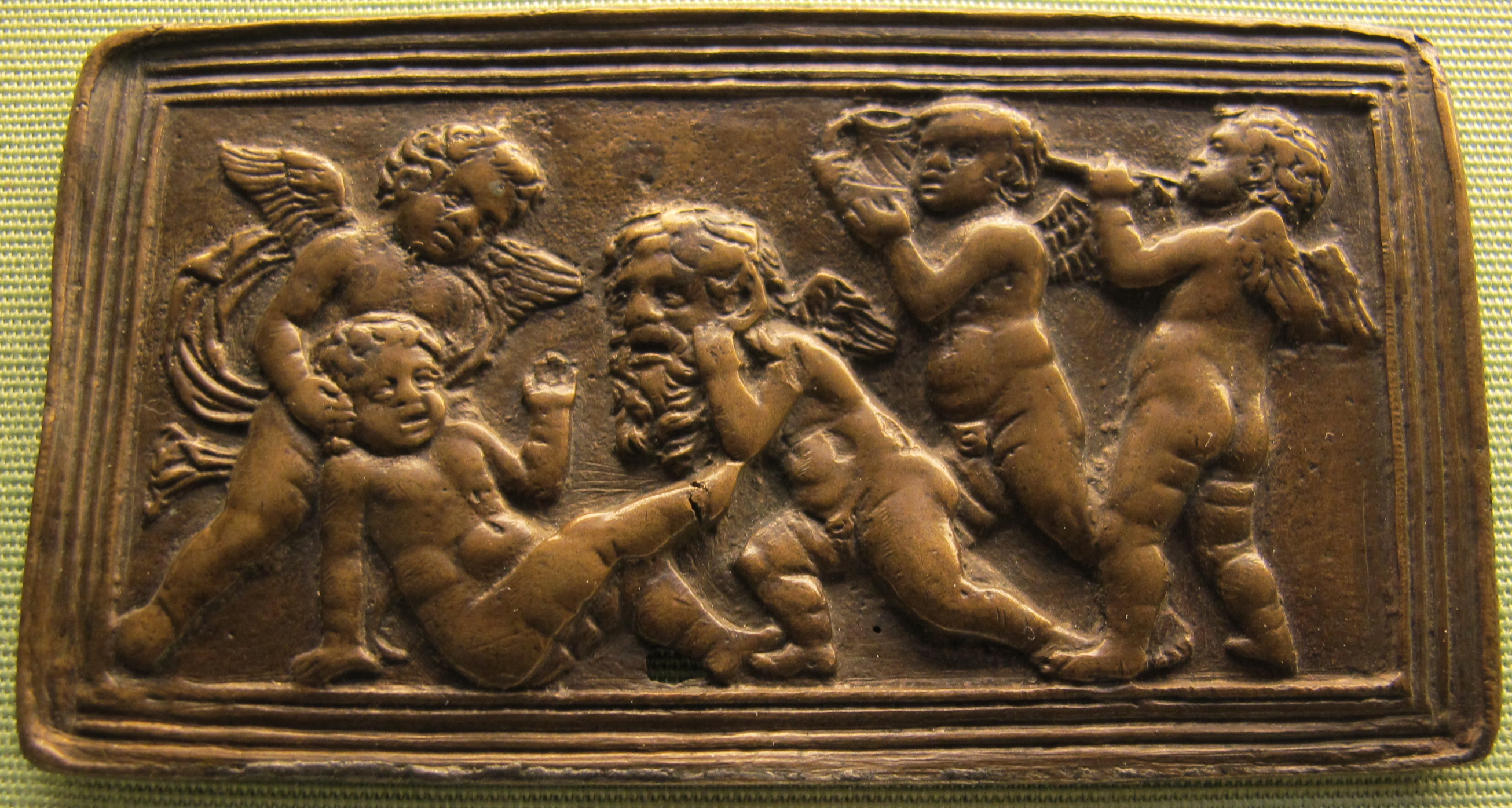
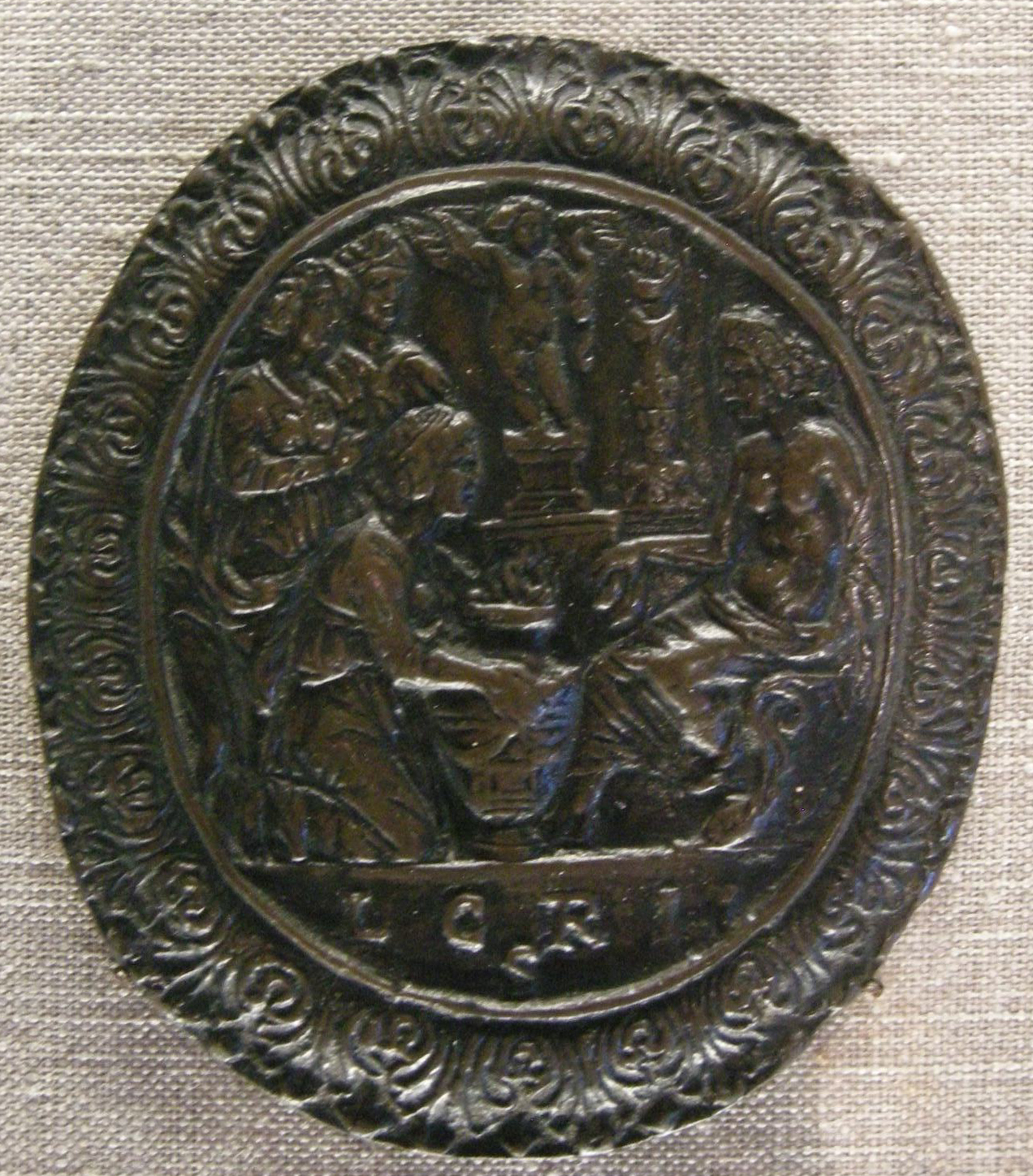